# Національний музей жінок у мистецтві
38°54′00″ пн. ш. 77°01′46″ зх. д. / 38.900051° пн. ш. 77.029315° зх. д.
Національний музей жінок у мистецтві (National Museum of Women in the Arts, NMWA) — художній музей, розташований у Вашингтоні, округ Колумбія, "перший музей у світі, присвячений виключно відстоюванню прав жінок через мистецтво. Музей заснували в 1981 році Воллес і Вільгельміна Холладей. З моменту відкриття в 1987 році музей придбав колекцію з понад 6000 робіт понад 1000 художниць, починаючи з 16 століття і закінчуючи сьогоденням. До колекції входять роботи Мері Кассат, Алми Вудсі Томас, Елізабет Луїзи Віже-Лебрен та Емі Шеральд. Музей також володіє єдиною картиною Фріди Кало у Вашингтоні, округ Колумбія, «Автопортрет, присвячений Леву Троцькому».
Музей займає старий масонський храм, будівлю, занесену до Національного реєстру історичних місць США. У 2021 році музей тимчасово закрився, щоб провести реконструкцію вартістю 66 мільйонів доларів. Музей знову відкрився для публіки 21 жовтня 2023 року.

## Історія
Музей засновано з метою реформування традиційної історії мистецтва. Він присвячений відкриттю та поширенню художниць, які залишилися непоміченими, забуті або невизнані, а також забезпеченню місця жінок у сучасному мистецтві. Засновниця музею Вільгельміна Коул Холладей та її чоловік Воллес Ф. Холладей почали колекціонувати мистецтво в 1960-х роках, саме тоді, коли вчені підняли тему недостатньої представленості жінок у музейних колекціях і на великих художніх виставках.
Під враженням від фламандського натюрморту XVII століття Клари Пітерс, який вони бачили в Європі, подружжя шукало інформацію про Пітерс і виявило, що в останніх довідниках з історії мистецтва не згадується ні вона, ні будь-яка інша художниця. Вони почали колекціонувати твори мистецтва жінок і зрештою створити музей і дослідницький центр.
Національний музей жінок у мистецтві зареєстрований у грудні 1981 року як приватний некомерційний музей, а пожертвування Холладая стало основою постійної колекції установи. Після придбання та значної реконструкції колишнього масонського храму музей відкрився у квітні 1987 року першою виставкою «Американські художниці, 1830—1930» .
На знак прагнення посилити увагу до жінок у всіх галузях, музей доручив композитору, лауреату Пулітцерівської премії Елен Тааффе Цвіліч, написати на церемонію відкриття Концерт для двох фортепіано з оркестром, на який композиторка надихнулася п'ятьма картинами з постійної колекції. Станом на 2022 рік директор Сьюзен Фішер Стерлінг очолює штат із понад 50 осіб.

## Колекція

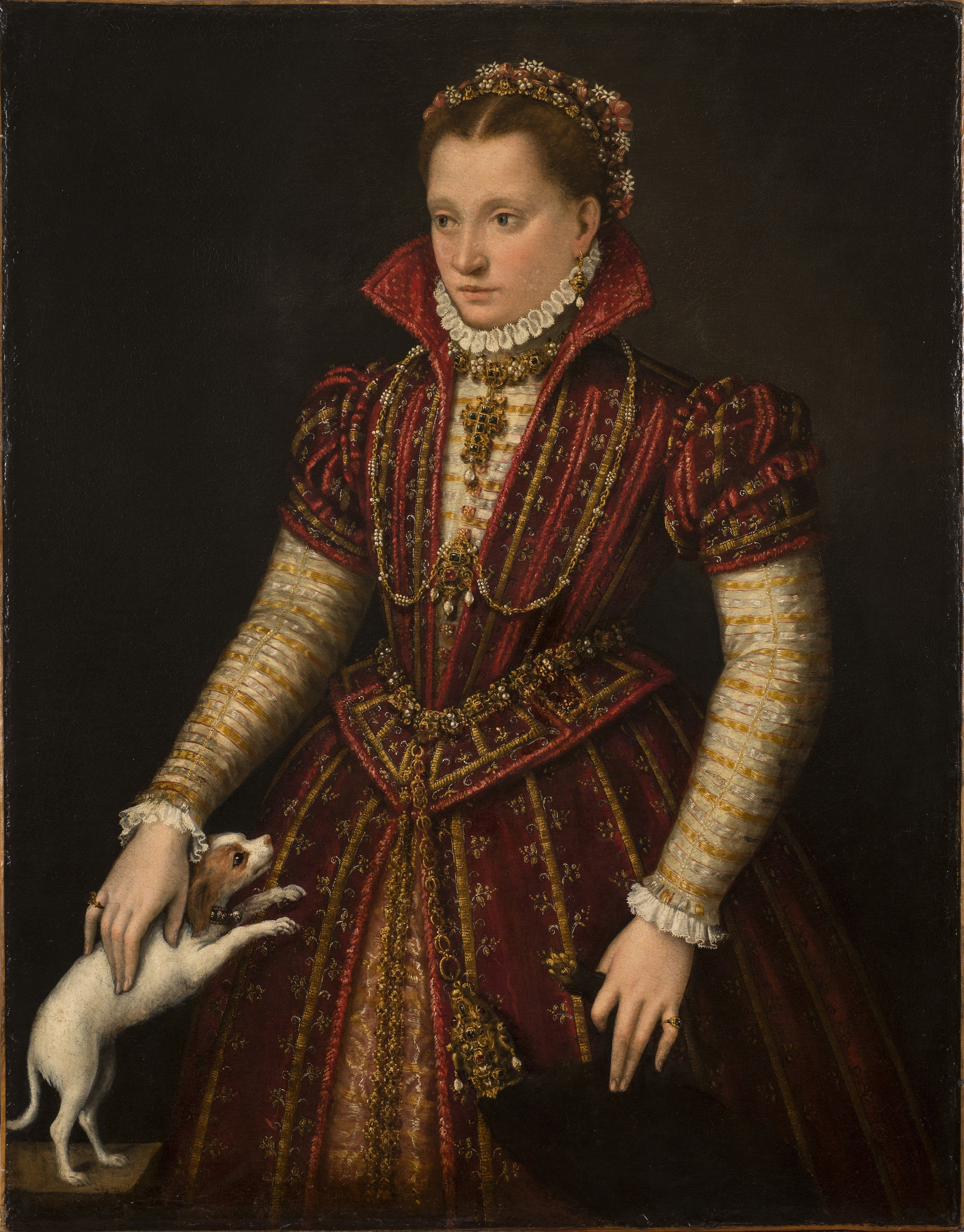
Портрет аристократки (1580), Лавінія Фонтана
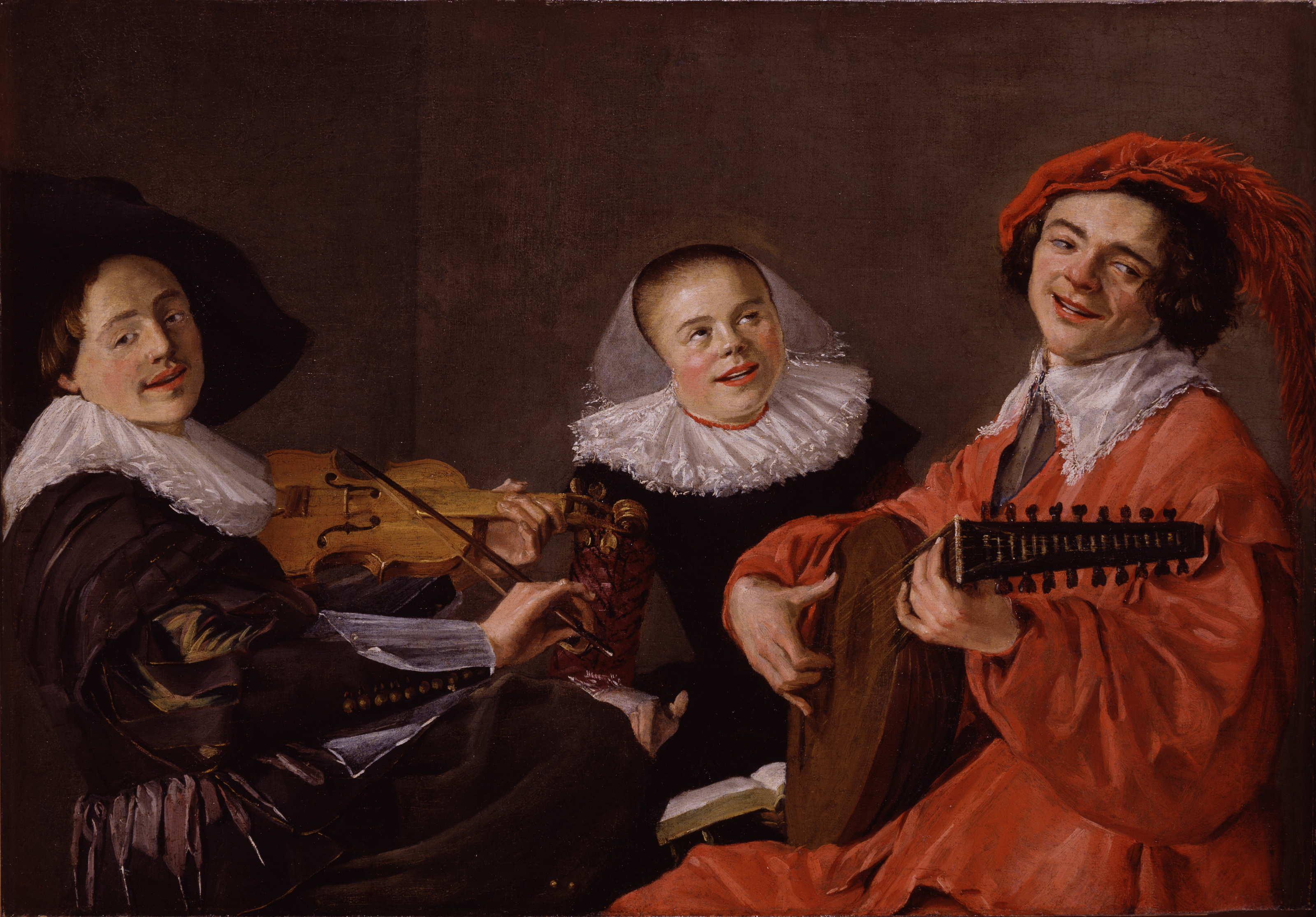
Концерт (1631), Юдит Лейстер
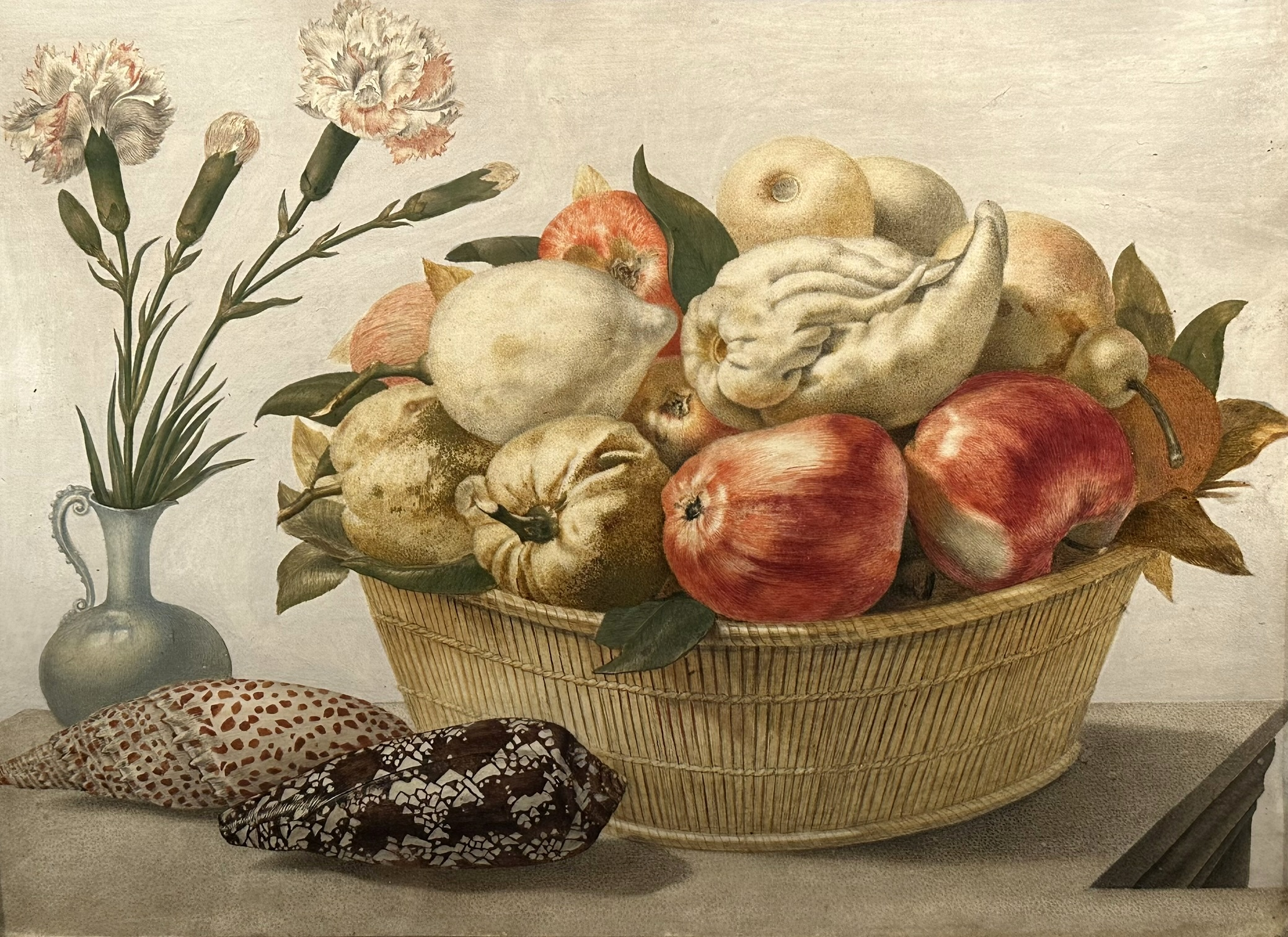
Натюрморт з кошиком фруктів, вазою з гвоздиками та мушлями на столі (1652), Джованна Гарцоні
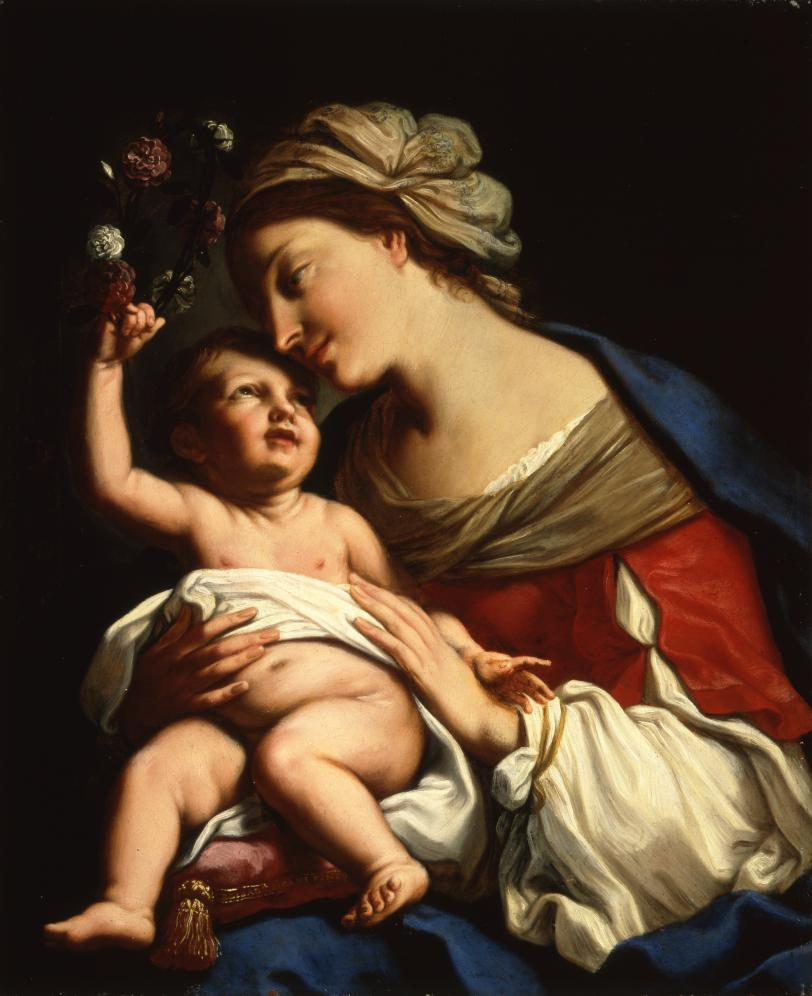
Богородиця з немовлям (1663), Елізабетта Сірані
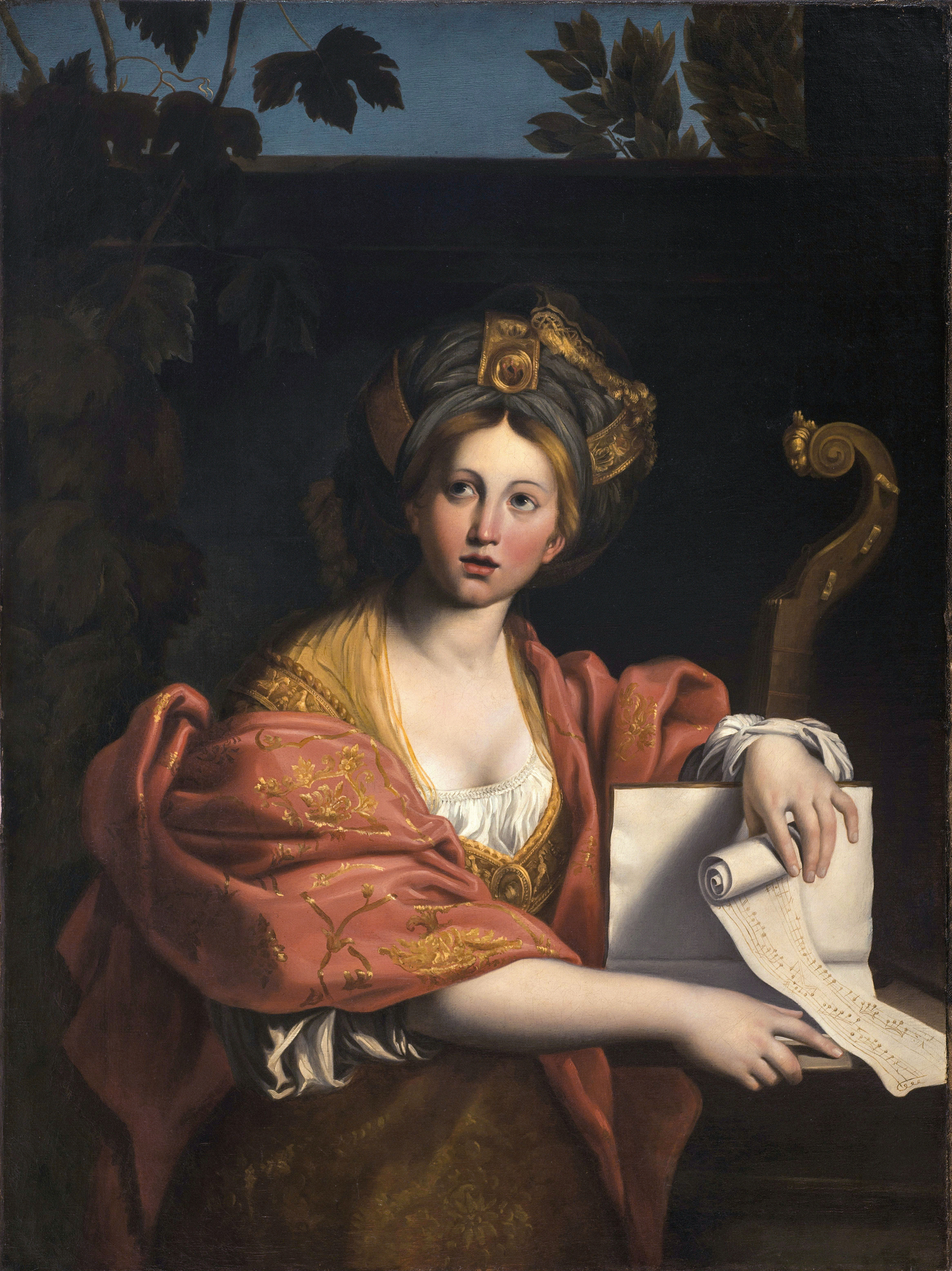
Кумська Сивіла (1763), Анжеліка Кауфман
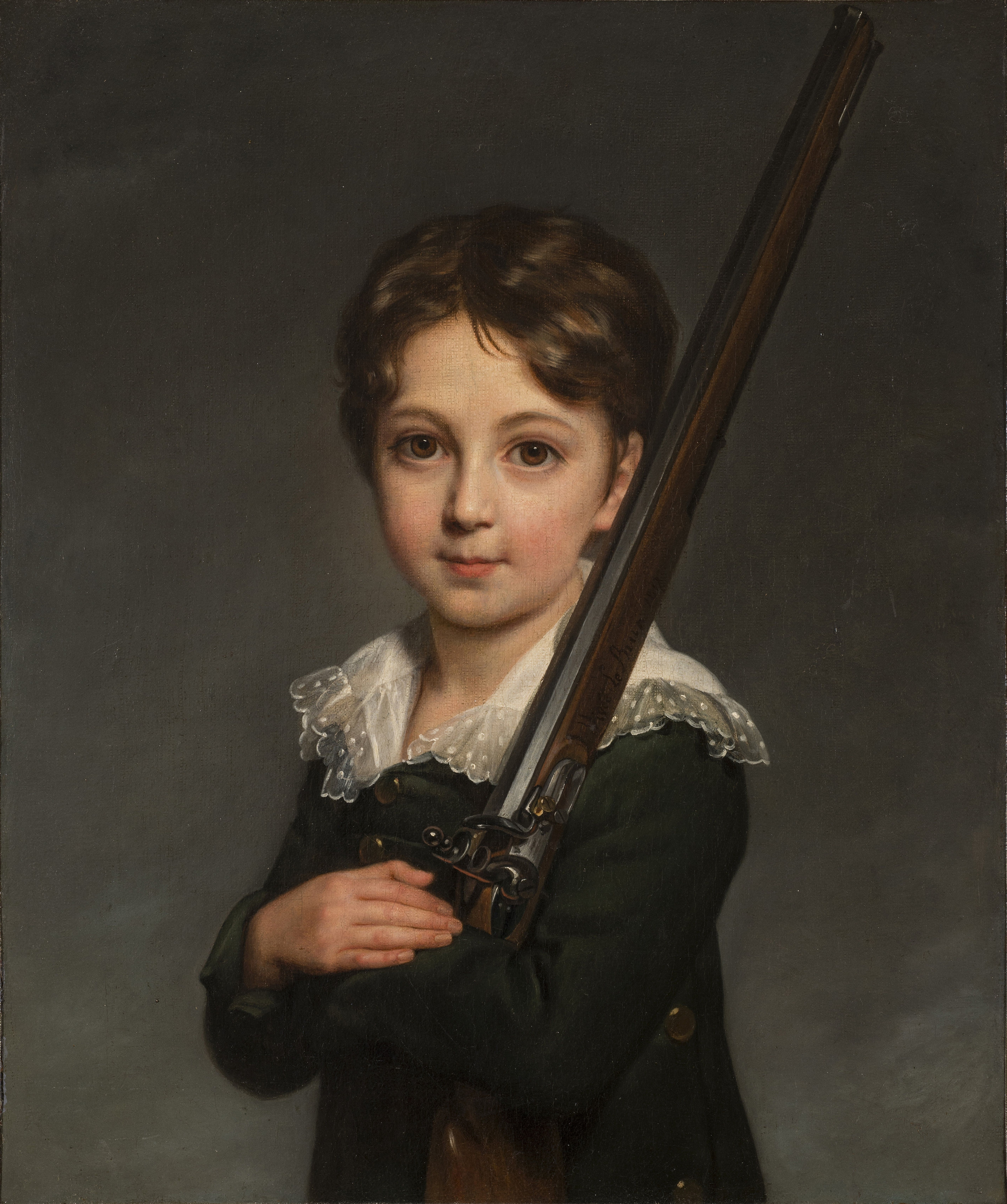
Портрет хлопчика (1817), Елізабет Віже Ле Брен
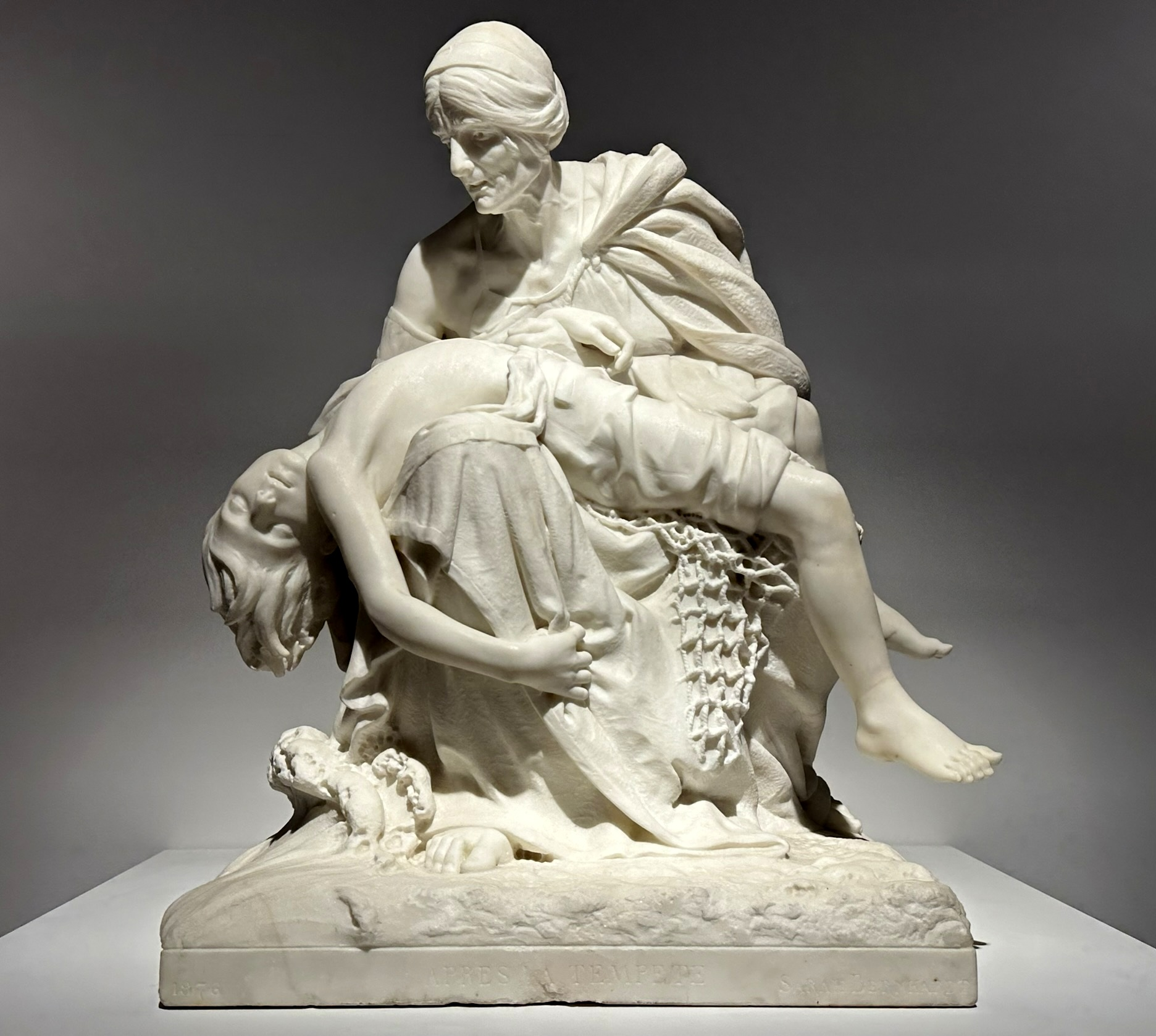
Після бурі (1876), Сара Бернар
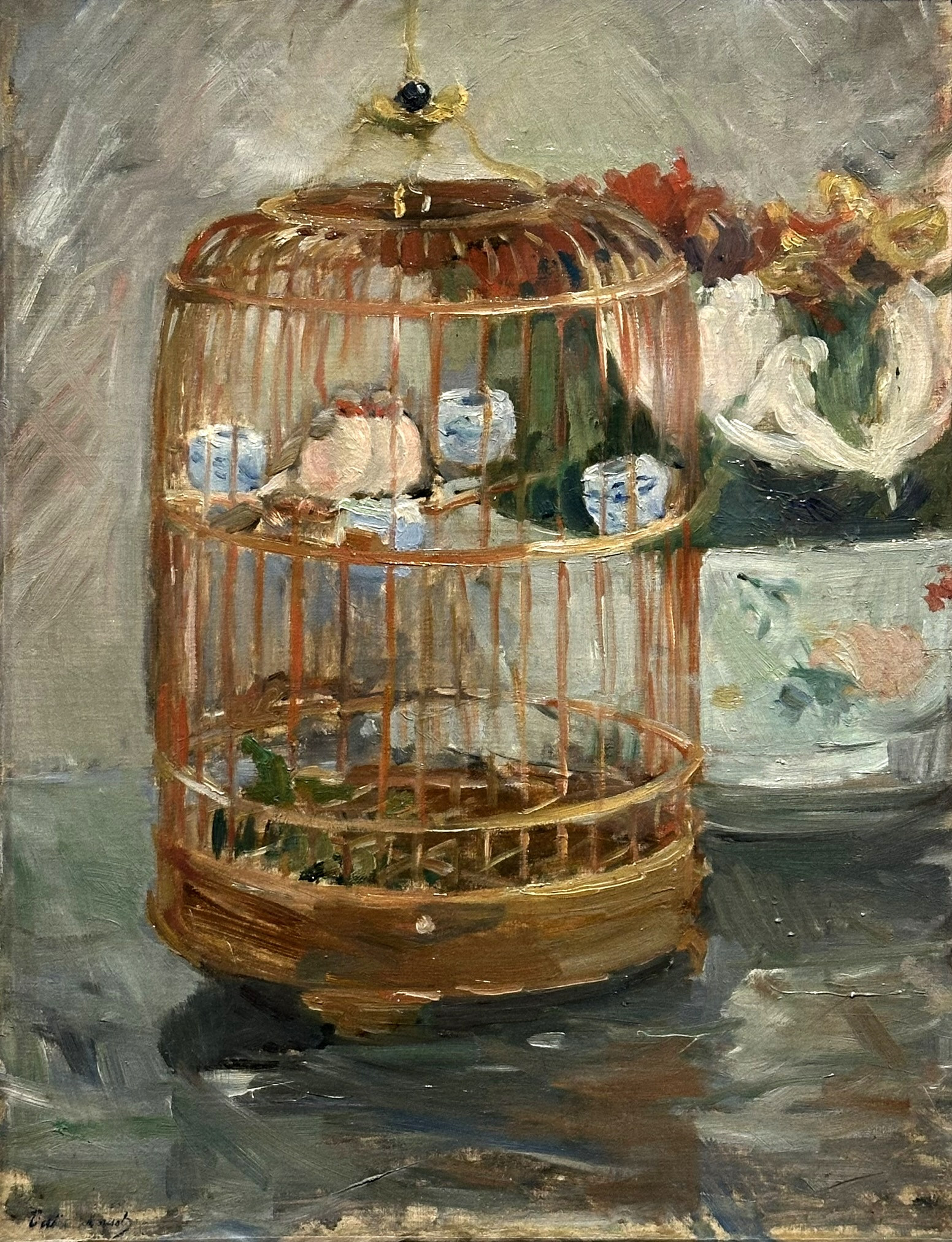
Клітка (1885), Берта Морізо
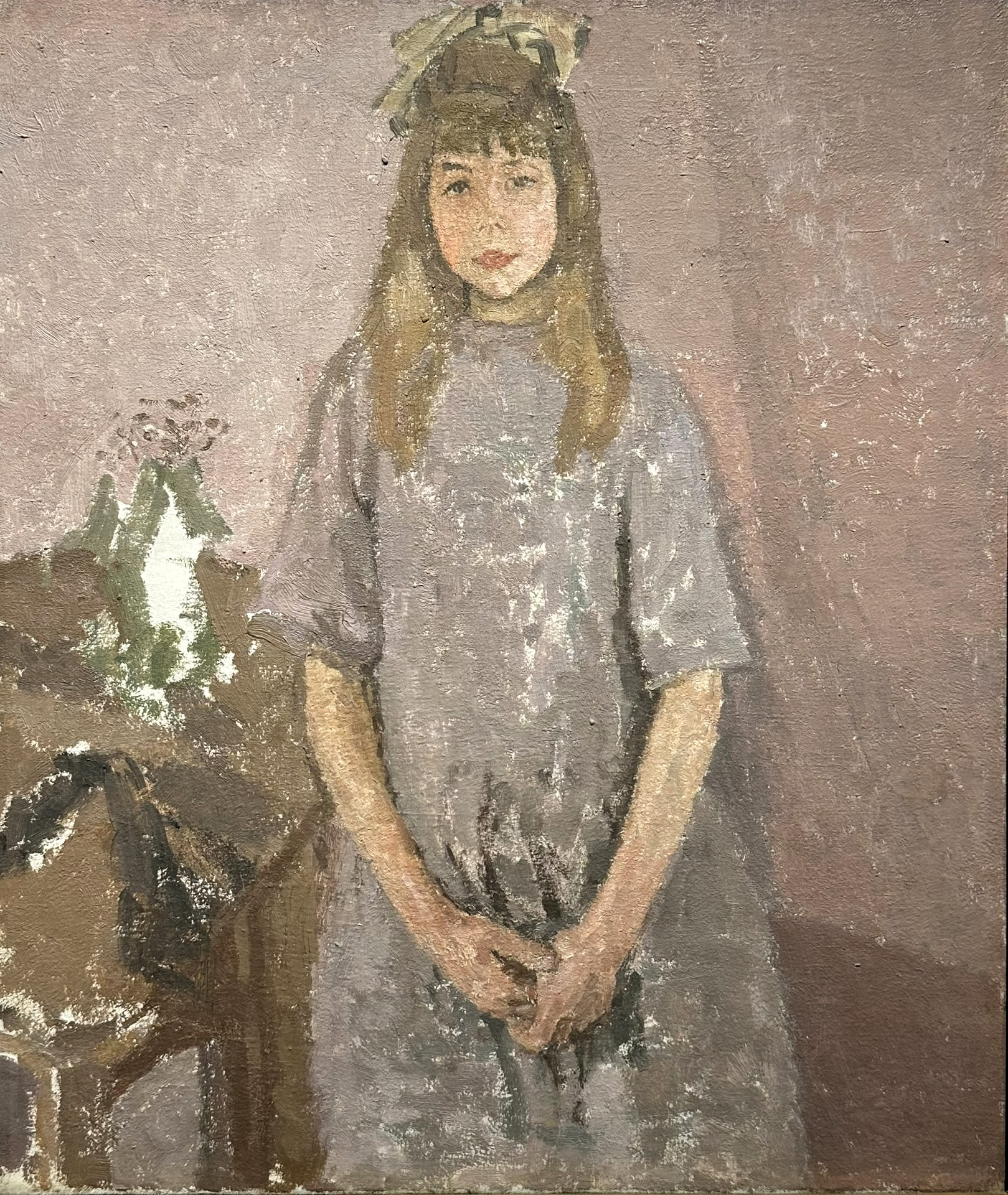
Маленька модель (1915–1920), Гвен Джон
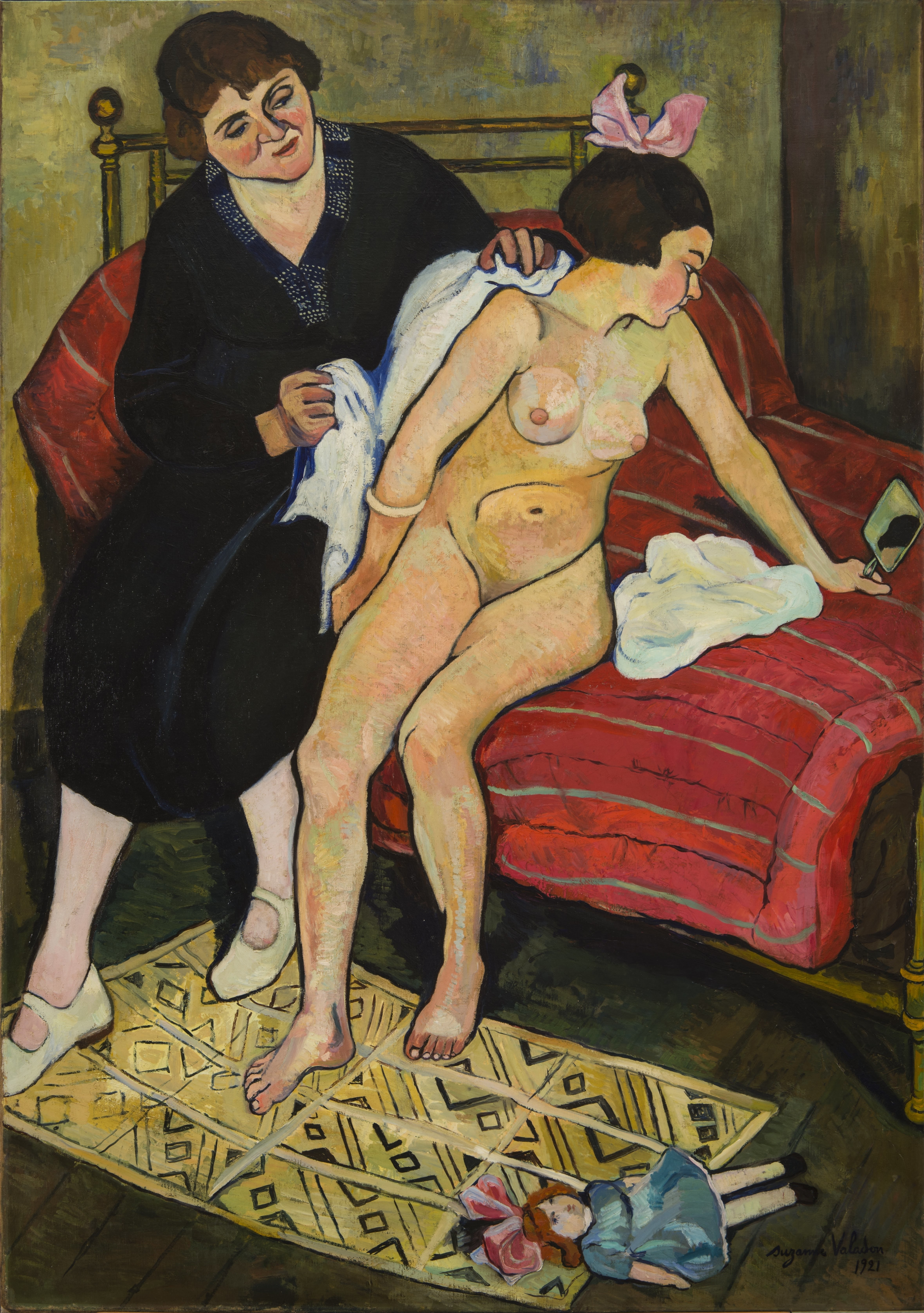
Покинута лялька (1921), Сюзанна Валадон

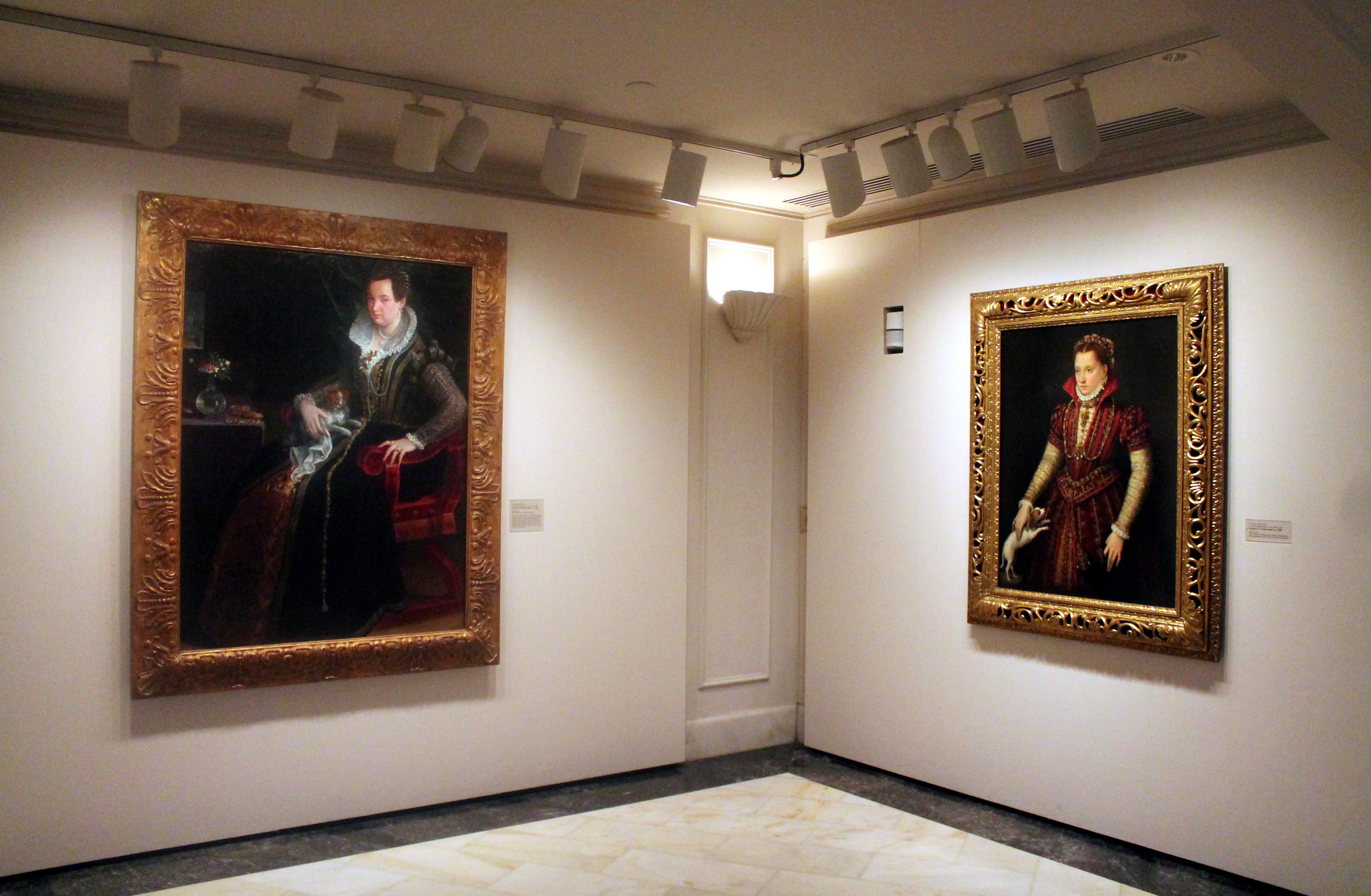
Дві картини Лавінії Фонтани виставлені в музеї : Портрет Костанци Алідозі та Шлюбний портрет болонської аристократки.

Наразі колекція містить понад 4500 творів у різноманітних стилів і форм, починаючи з 16 століття до наших днів. Серед найбільш ранніх робіт «Портрет аристократки» Лавінії Фонтани (бл. 1580). Музей має також низку спеціальних колекцій, включаючи ботанічні гравюри 18-го століття, роботи британських та ірландських майстрів із срібла 17-19 століть, і понад 1000 унікальних та рідкісних видань книг художників.
Представлено майже 1000 мисткинь, зокрема Магдалена Абаканович, Лінда Бенгліс, Роза Бонер, Чакайя Букер, Луїза Буржуа, Лола Альварес Браво, Розальба Кар'єра, Мері Кассат, Елізабет Кетлетт, Джуді Чикаго, Каміла Клодель, Луїза Курто, Петах Койн, Луїза Даль-Вульф, Елейн де Кунінг, Леслі Ділл, Гелен Франкенталер, Соня Гехтофф, Марґеріт Жерар, Нен Голдін, Ненсі Грейвс, Грейс Гартіган, Фріда Кало, Анжеліка Кауфман, Кете Кольвіц, Лі Краснер, Джастін Курланд, Бетті Лейн, Марі Лоренсін, Хун Лю, Юдит Лейстер, Марія Мартінес, Марія Сібілла Меріан, Евелін Мецгер, Джоан Мітчелл, Габріель Мюнтер, Елізабет Мюррей, Еліс Ніл, Луїза Невельсон, Сара Міріам Піл, Клара Пітерс, Лілла Кебот Перрі, Джейн Квік-ту-сі Сміт, Мері Тробі, Рахель Рюйш, Елізабетта Сірані, Джоан Снайдер, Ліллі Мартін Спенсер, Альма Томас, Сюзанна Валадон, Емі Шералд та Елізабет-Луїза Віже-Ле Брен.